# Сеймур, Томас, 1-й барон Сеймур из Садли
Томас Сеймур, 1-й барон Сеймур из Садли (англ. Thomas Seymour, 1st Baron Seymour of Sudeley; 1508, Вулфхолл, Уилтшир — 20 марта 1549, Тауэр-Хилл) — английский государственный деятель, адмирал и дипломат эпохи Тюдоров.

## Биография

### Семья и ранние годы
Сеймуры были состоятельными джентри, но хотя вели свою родословную ещё со времён покорения Англии норманнами и посредством брачных союзов породнились с другими родовитыми семействами, не входили в круг титулованной знати. Представители семейства Сеймур заняли привилегированное положение при королевском дворе в период правления монархов из династии Тюдоров. Отец Томаса, сэр Джон Сеймур, начал придворную карьеру ещё при Генрихе VII и был пожалован в рыцари в 1497 году после подавления корнского восстания. Его служба продолжилась и после восшествия на престол короля Генриха VIII, который был благосклонен к нему и часто назначал на доходные должности. В 1494 году сэр Джон женился на Маргарет Уэнтворт, которая была связана родственными узами с такими знатными семействами как Перси и Мортимеры (среди её предков по отцовской линии были сэр Генри Перси и Элизабет Мортимер, правнучка короля Эдуарда III Плантагенета). Ещё большего успеха достигли дети сэра Джона. Его старший сын Эдуард стал одним из приближённых Генриха VIII, а впоследствии был назначен лордом-протектором Англии и удостоен титула герцога Сомерсета. Старшая дочь Джейн в 1536 году вышла замуж за короля Генриха и в 1537 году родила наследника английского престола, принца Эдуарда. Другая дочь, Элизабет, была замужем за Грегори Кромвелем, сыном могущественного советника Томаса Кромвеля, графа Эссекса.
Томас был четвёртым сыном сэра Джона Сеймура и Маргарет Уэнтворт. Он родился приблизительно в 1508 году и вырос в Вулфхолле, доме семьи Сеймур в Уилтшире, графстве на юго-западе Англии. Он обладал привлекательной внешностью, по описанию его слуги, сэра Джона Харингтона, Сеймур был превосходным солдатом и энергичным придворным, с «могучими конечностями и подобающим мужчине телосложением». Обаятельный по натуре, он легко сходился с людьми, но, хотя не был обделён разумом, в своих поступках больше руководствовался эмоциями, был излишне самоуверенным, упрямым, грубым, несдержанным и весьма жадным до власти. Благодаря родственным связям Томас Сеймур сумел завоевать доверие короля Генриха VIII и добиться назначения на ответственные посты как в дипломатическом ведомстве, так и при королевском дворе.
О юности Сеймура известно немного. Его достижения на тот момент не были столь впечатляющими, как у старшего брата. Эдуард ещё до свадьбы сестры с королём успешно проявил себя на дипломатическом и военном поприще. Сперва он служил при герцоге Саффолке, а затем перешёл в свиту Генриха VIII, быстро став одним из особо приближённых к королю эсквайров. Томас к 1530 году состоял на службе у влиятельного придворного и дипломата сэра Фрэнсиса Брайана, приходившегося ему дальним родственником. Уже после свадьбы Генриха VIII с Джейн Сеймур Томас стал джентльменом личных покоев, что давало ему неограниченный доступ к королю. В октябре 1536 года он был назначен управляющим замков Чирк и Холт и ещё нескольких укреплений на границе с Уэльсом, а через год ему пожаловали поместье Холт в Чешире. В октябре 1537 года после рождения их племянника, принца Эдуарда, старшему Сеймуру был пожалован графский титул, а Томаса посвятили в рыцари. Позднее он получил в дар земли в Эссексе, Гэмпшире и Беркшире, прежде принадлежавшие монастырям.
Томас Сеймур долгое время не был женат, вероятно из-за того, что как младший сын не особо знатного сквайра он не мог подыскать себе подходящую партию. Однако с возвышением семейства Сеймуров в 1536 году и благодаря собственным достижениям он мог теперь рассчитывать на выгодный брак. В 1538 году герцог Норфолк рассматривал его кандидатуру в качестве претендента на руку своей дочери герцогини Ричмонд, овдовевшей двумя годами ранее. Стремясь к выгодному альянсу с Сеймурами, Норфолк заинтересовал этим брачным проектом короля Генриха и добился его одобрения, однако помолвка так и не состоялась.

### Военная и дипломатическая карьера
В 1538 году Томас Сеймур был отправлен с дипломатической миссией во Францию к королю Франциску I, в следующем году он был в числе тех, кому поручили встретить в Кале невесту Генриха VIII, Анну Клевскую. Несколько недель спустя он отбыл к королю Венгрии Фердинанду I Габсбургу, брату императора Карла V, для переговоров о союзничестве в борьбе против Франции и Шотландии. Он прибыл в Вену в июле 1540 года и оставался там два года. В апреле 1543 года вместе с Николасом Уоттоном он был назначен послом при дворе Габсбургов в Нидерландах.
Получение этой должности было связано с очередным браком Генриха VIII и его целью было на некоторое время отстранить Сеймура от королевского двора. В 1543 году Сеймур надумал жениться, и его выбор пал на Катарину, весьма состоятельную вдову лорда Латимера. Она была хороша собой, происходила из благородной семьи и имела безупречную репутацию в обществе. Катарина ответила на его ухаживания и уже была склонна согласиться на брак, но неожиданно для неё она привлекла внимание короля Генриха. Когда он посватался к ней, ей пришлось принять его предложение, а Сеймура король отправил с посольством к регенту Нидерландов. Там он отличился во время очередного витка войны с Францией. Его назначили маршалом английских войск в Нидерландах, и он был вторым по званию после сэра Джона Уоллопа, возглавлявшего армию. В апреле 1544 года он удостоился благосклонности короля, пожаловавшего ему пожизненное звание командующего артиллерией, а в сентябре он принял участие в осаде Булони. В октябре того же года он был назначен адмиралом флота, и следующий год ознаменовался для него активным участием в военно-морских действиях. Его задачей была защита берегов Англии в случае нападения французов через Ла-Манш.
Также в 1545 году Сеймур был вызван как представитель графства Уилтшир в Парламент, вероятно, благодаря влиянию его старшего брата Эдуарда, однако сведения о его деятельности в Палате общин не зафиксированы. Затем последовали другие выгодные назначения и награды, и к концу правления Генриха VIII годовой доход Сеймура составлял более 450 фунтов. В июне 1546 года герцог Норфолк снова попросил короля посодействовать в организации брака между Сеймуром и его дочерью, но его сын, граф Суррей, выступил против этого союза, заявив, что он недостоин его сестры.
Сеймур вернулся ко двору незадолго до смерти Генриха VIII, и 23 января 1547 года был приведён к присяге в Тайном совете, что, вероятно, было осуществлено невзирая на возражения короля. Тем не менее, памятуя о его хорошей службе, он назвал Сеймура в числе помощников душеприказчиков в своём завещании и отписал ему 200 фунтов. По словам главного секретаря сэра Уильяма Пэджета король выразил пожелание, чтобы Сеймура подготовили к работе в Тайном совете, а также сделали дворянином, что впоследствии было исполнено.

### При дворе короля Эдуарда VI
Старый король умер 28 января 1547 года. В своём завещании он указал шестнадцать душеприказчиков, назначенных им в качестве равноправных соправителей до того момента, как девятилетний король Эдуард VI достигнет совершеннолетия. Но уже спустя три дня после смерти Генриха душеприказчики обозначили самих себя как членов Тайного совета, избрав лордом-протектором старшего дядю короля, Эдуарда Сеймура. Фактически он стал главой государства. После похорон Генриха, состоявшихся 15 февраля, советники собрались в Тауэре, где в благодарность за поддержку Эдуард Сеймур вознаградил их титулами и прибыльными должностями. Сам он получил титул герцога Сомерсета. При оглашении завещания Генриха VIII также выяснилось, что Томас Сеймур не попал в регентский совет при Эдуарде VI (по словам Джона Дадли его кандидатуру отклонил сам покойный король), но Сомерсет приложил все усилия, чтобы сделать его своим союзником. Младшего брата включили в состав Тайного совета, возвели в титул барона Сеймура из Садли и в должность лорда-адмирала, а также посвятили в рыцари ордена Подвязки.
Между тем сам Томас главным образом надеялся заполучить пост опекуна Эдуарда VI, что позволило бы ему на равных разделить власть с лордом-протектором. Он даже предпринял поиск прецедентов в истории, и ему удалось выяснить, что подобное разделение должностей существовало в период правления малолетнего короля Генриха VI. Но в марте, месяц спустя после коронации, Сомерсет назначил на этот пост себя. Сеймур был столь разъярён, что, невзирая на обязанности лорда-адмирала, не принял участие в осенней кампании 1547 года против Шотландии, оставаясь в Лондоне. Отныне он был намерен блокировать любое продвижение своего брата, одновременно продолжая добиваться усиления собственного влияния. В соратники он выбрал Генри Грея, маркиза Дорсета, с которым начал устанавливать контакты ещё с января 1547 года через посредничество сэра Джона Харингтона. Маркиз не только был членом королевской семьи (его женой была племянница Генриха VIII), но и разделял неприязнь Сеймура в отношении протектора. Дорсет был оскорблён тем, что Сомерсет не воспринимал его всерьёз и препятствовал его возвышению, и Сеймуру было об этом известно. С этого времени Томас был вовлечён в серию интриг, направленных против лорда-протектора Англии, власти и влиянию которого он завидовал.
Но чтобы достигнуть желаемых высот, ему сперва нужно было также возвысить свой статус в королевском семействе. Одновременно с политическими интригами он продолжал строить матримониальные планы, и первоначально они касались дочерей Генриха VIII. Но чтобы жениться на какой-либо из принцесс необходимо было получить согласие членов Тайного совета. Сразу же после смерти Генриха Сеймур на заседании королевского совета вынес предложение о своём браке с принцессой-католичкой Марией Тюдор под предлогом, что так легче будет держать её под контролем советников-протестантов. Он попросил старшего брата поддержать его, но Сомерсет наотрез отказался, отчитав его, чтобы он и «мечтать не смел о женитьбе на королевской дочери». Неудачей закончилось его сватовство и к принцессе Елизавете Тюдор, и, по словам французского посланника, к Анне Клевской. Тогда он возобновил ухаживания за Катариной Парр. Получив согласно воле покойного Генриха VIII щедрое наследство, она покинула королевский двор и жила в Челси вместе с падчерицей Елизаветой. В середине апреля (или в мае) 1547 года они тайно обвенчались.
Их брак многие сочли скандальным и излишне поспешным: Катарину Парр упрекали в безрассудстве и оскорблении памяти короля, Сеймура осуждали за непомерные амбиции. Учитывая, что ещё при Генрихе VIII был издан закон, по которому требовалось согласие монарха на любой брак с представителями королевского семейства, их действия можно было счесть изменническими, но Сеймур убедил короля Эдуарда выписать документ, объяснявший, что этот брак был заключён по его совету. Герцог Сомерсет и его супруга, узнав о свадьбе, были разгневаны. Герцогиня Сомерсет отныне отказывалась воздавать почести Катарине как вдовствующей королеве, заявив, что раз та теперь жена младшего брата протектора, то ниже её по положению. Катарина в свою очередь открыто высказала недовольство тем, что Сомерсета избрали протектором, поскольку она, как мачеха короля Эдуарда, ожидала, что сама будет регентом. В ответ Сомерсет, подстрекаемый женой, конфисковал драгоценности Катарины, подаренные и завещанные ей Генрихом, мотивируя тем, что они являлись собственностью короны, а затем без её ведома сдал в аренду земли, принадлежавшие ей по праву вдовьей доли. Эти пикировки ещё сильнее обостряли конфликт и взаимную неприязнь между братьями.
Поселившись в доме Катарины, где она жила вместе с Елизаветой, Сеймур имел возможность увидеть, насколько сильное влияние его жена оказывала на принцессу, и он решил, что опекунство над следующей претенденткой в линии наследования, леди Джейн Грей, могло быть выгодным для него. Леди Джейн была старшей дочерью маркиза Дорсета и упоминалась среди наследников в завещании Генриха VIII сразу после его детей. Кроме того, Сеймур часто замечал, что юный король с симпатией относится к Джейн, и это, вероятно, навело его на мысль об их браке. Он также знал, что Сомерсет планировал выдать Джейн замуж за своего сына, графа Хартфорда, и надеялся пресечь амбиции своего брата и получить контроль над выбором мужа для Джейн. Она была перспективной партией для многих могущественных персон при дворе, которые могли стать полезными союзниками в противостоянии с лордом-протектором. Изначально сэру Джону Харингтону были даны указания убедить маркиза, что Сеймур не менее влиятелен, чем Сомерсет, и мог бы осыпать его милостями, в которых лорд-протектор ему отказал. Затем, в знак укрепления альянса он рекомендовал передать леди Джейн под опеку Сеймура. В конечном итоге Харингтону удалось обнадёжить Дорсета, что став полноправным опекуном девочки, Сеймур будет добиваться для неё брака с королём, и вскоре Джейн перебралась в его дом.
Однако после тайной свадьбы Сеймура лорд-протектор Сомерсет запретил ему и его жене всякое общение с королём. Сеймур тем не менее заверил Дорсета, что его отношения с Эдуардом по-прежнему тёплые и доверительные. Король часто жаловался ему, что Сомерсет чересчур строг с ним и отказывает в карманных деньгах. Через одного из камердинеров личных покоев Эдуарда, Сеймур поддерживал с ним связь и передавал ему в подарок небольшие суммы денег, в ответ надеясь на благодарность и признательность короля. Тем временем к весне 1548 года в доме самого Сеймура назревал новый скандал. Гувернантка Елизаветы, Кэт Эшли, заметила, что Сеймур неподобающе вёл себя с принцессой, врываясь по утрам в её комнату и флиртуя с ней. Кэт предупредила его, что столь развязное поведение могло спровоцировать сплетни среди слуг и плохо отразиться на репутации Елизаветы, но Сеймур парировал, что он не сделал ничего дурного. Катарина Парр, которая на тот момент была беременна, поначалу не воспринимала происходившее всерьёз, пока однажды не застала Елизавету в объятиях Сеймура. Сложившаяся ситуация была опасной и возмутительной не только для четы Сеймуров, но и для самой Елизаветы. Она была одной из наследниц престола, и из-за испорченной репутации могла лишиться права на трон. Последовала ссора между супругами, и Елизавета покинула их дом.
В июне 1548 года Сеймур вместе с женой и домочадцами переехал в замок Садли, пожалованный ему вместе с баронским титулом. Предстоящее рождение ребёнка воодушевило его, он был убеждён, что это непременно будет сын, который впоследствии отомстит за зло, причинённое его родителям. К августу, незадолго до родов Катарины, Сеймур встретился с Дорсетом. Он узнал, что действия Сомерсета вызвали недовольство придворных: протектора обвиняли в огромных тратах на личные нужды, ему ставили в вину дорогостоящую военную кампанию в Шотландии, повлёкшую за собой инфляцию в королевстве, а также порицали за высокомерие и презрение к остальным советникам. По мнению Сеймура наступил благоприятный момент, и вместе с Дорсетом он начал прорабатывать план свержения непопулярного протектора. Но из-за внезапной смерти жены он на некоторое время отложил свои планы. Катарина Парр благополучно родила дочь 30 августа 1548 года и 5 сентября скончалась вследствие послеродовой лихорадки. Перед смертью она обвиняла Сеймура в жестокости и равнодушии по отношению к ней, но ему удалось успокоить её и они помирились. Её смерть стала для Сеймура тяжким ударом. Забыв о вражде, он вместе с маленькой дочерью переехал к старшему брату, закрыв свой дом, распустив штат прислуги и отослав Джейн Грей обратно к родителям.

### Опала и казнь
После смерти супруги дела Сеймура пошатнулись. Катарина Парр оставила засвидетельствованное устное завещание, согласно которому всё, чем она владела, наследовал её муж. Однако часть её богатства, принадлежавшего ей как вдове короля, вернулась в собственность короны, что не лучшим образом сказалось не только на финансах Сеймура, но и его позициях при королевском дворе. Возобновление опеки над Джейн Грей предоставляло возможность поправить положение, и он обратился к маркизу и маркизе Дорсет с просьбой вернуть девочку в его дом. Родители Джейн попытались возразить, ссылаясь на то, что Джейн теперь больше нуждалась в обществе матери, но Сеймуру с помощью его давнего друга сэра Уильяма Шэрингтона удалось настоять на своём. Попутно он повторил и свои обещания выдать Джейн замуж за короля Эдуарда.
Между тем, возобновились слухи о том, что Сеймур собрался просить руки принцессы Елизаветы. Однако после скандального отъезда Елизаветы из дома Сеймура ей категорически запретили видеться с ним и предупредили о невозможности выйти замуж без разрешения короля и Тайного совета. Елизавета не высказывала своего мнения о планах Сеймура, но её приближённые замечали, что при упоминании о нём она всякий раз улыбалась. Теперь, когда он стал вдовцом, некоторые из слуг Елизаветы, включая Кэт Эшли, с одобрением отнеслись к этой затее. Сам Сеймур начал подготовку к новому браку, ведя переговоры с управляющим принцессы Томасом Парри и расспрашивая того о её финансовом состоянии и владениях. Об этом вскоре неизбежно стало известно, и друзья и приближённые Сеймура отговаривали его от задуманного и взамен упрашивали наладить отношения с лордом-протектором, против которого тот снова начал интриговать.
На все уговоры и советы Сеймур отвечал тем, что наперекор Сомерсету он в скором времени через Парламент добьётся должности воспитателя короля и захватит принадлежащую ему по праву долю власти. Он заведомо начал вербовать сторонников для борьбы с Сомерсетом среди йоменов, склоняя к этому делу и маркиза Дорсета. Финансированием будущего мятежа занимался ещё один сообщник Сеймура, сэр Уильям Шэрингтон, вице-казначей Королевского монетного двора. Он использовал своё служебное положение для совершения мошенничеств в крупных размерах. Сеймуру было известно об этом, и в обмен на сохранение тайны Шэрингтон снабжал его деньгами.
Однако деятельность Сеймура не осталась незамеченной Тайным советом, и 6 января 1549 года в Лакокском аббатстве, доме Шэрингтона в Уилтшире, был произведён обыск и были обнаружены улики, свидетельствовавшие о его мошенничестве на посту служащего Королевского монетного двора. На допросе Шэрингтон рассказал всё, что знал о замыслах Сеймура, в том числе и о его надеждах жениться на Елизавете, а его слова подтвердил затем граф Ратленд, один из друзей Сеймура. Вскоре Сеймур уже был осведомлён о случившемся, однако на вызов явиться в Тайный совет он ответил отказом, и 17 января его арестовали.
Томас Сеймур был заключён в Тауэр, затем обвинён в измене и обезглавлен. Его казнь состоялась 20 марта 1549 года на Тауэр-Хилл, а затем его останки похоронили в расположенной неподалёку часовне Святого Петра в оковах. По свидетельству одного из очевидцев Сеймур принял свою смерть в высшей степени неохотно. Известно также, что напоследок он подготовил прощальные послания для Марии и Елизаветы. В своих письмах он подстрекал обеих принцесс объединить усилия в противодействии лорду-протектору. Письма эти, зашитые в подмётки его бархатных туфель, были обнаружены после казни и уничтожены. После смерти Сеймура всё его имущество, включая наследство жены, было конфисковано в пользу короны. Мэри Сеймур, дочь Томаса и Катарины Парр, была передана под опеку герцогини Саффолк, но по всей видимости скончалась от болезни в младенчестве.

## Образ в культуре

### В кино и на телевидении
- В фильме «Малышка Бесс» (1953) Томаса Сеймура сыграл Стюарт Грейнджер.
- В сериале «Елизавета: Королева английская» (1971) Томаса Сеймура сыграл Джон Ронейн[англ.].
- В сериале «Генрих VIII» (2003) Томаса Сеймура сыграл Уильям Хьюстон[англ.].
- В сериале «Тюдоры» (2007—2010) Томаса Сеймура сыграл Эндрю Макнейр[англ.].
- В сериале канала Starz «Становление Елизаветы» (2022) Томаса Сеймура сыграл Том Каллен.
- В фильме «Игра королевы» (2023) Томаса Сеймура сыграл Сэм Райли.

## Комментарии
1. ↑  После смерти короля Генриха VIII предыдущее назначение Сеймура в Тайный совет было аннулировано[21].